# Lettonie aux Jeux olympiques d'été de 1992
L'équipe de olympique de Lettonie participe aux Jeux olympiques d'été de 1992 à Barcelone. Elle y remporte trois médailles : deux en argent et une en bronze, se situant à la quarantième place des nations au tableau des médailles. L'haltérophile Raimonds Bergmanis est le porte-drapeau d'une délégation lettone comptant 34 sportifs (25 hommes et 9 femmes).